# Hans Jürgen Brandt (Theologe)
Hans Jürgen Brandt (* 28. April 1938 in Gelsenkirchen) ist ein deutscher römisch-katholischer Priester und Theologe.

## Leben und Wirken
Franz Hengsbach weihte ihn am 2. Februar 1965 in Gelsenkirchen-Buer zum Priester. Nach zwei Kaplansstellen in Gelsenkirchen-Horst und Wattenscheid, zudem seit 1970 Stadtjugendseelsorger in Wattenscheid, wurde er 1972 zum Weiterstudium an der Ruhr-Universität Bochum freigestellt, wo er als Wissenschaftlicher Assistent bei Josef Lenzenweger promoviert wurde. Während dieser Zeit war er als Subsidiar an der Bochumer Propsteikirche St. Peter und Paul priesterlich tätig. Schon 1978 wurde er im Fach Mittlere und Neue Kirchengeschichte habilitiert. Der Verteidigungsminister, Hans Apel, berief den Bochumer Privatdozenten 1980 zum Professor für Katholische Theologie unter besonderer Berücksichtigung der Christlichen Gesellschaftslehre an die Fakultät für Sozialwissenschaften der Universität der Bundeswehr München. Mit der Aufnahme in die Komturei Patrona Bavariae des Ritterordens vom Heiligen Grab zu Jerusalem 1982 verband er sich seiner zweiten Wahlheimat München. Aber zugleich blieb er dem Ruhrbistum Essen eng verbunden. So übernahm er die stellvertretende Leitung des 1976 gegründeten Instituts für kirchengeschichtliche Forschung des Bistums Essen, führte von 1983 bis 1991 als Honorarprofessor am Essener Priesterseminar die angehenden Priester in die Geschichte der Pastoral ein, prüfte als Prosynodalexaminator angehende Pfarrer und gehört seit 1990 als Ehrendomherr des Essener Münster dem Domkapitel an. Seit 1988 ist Brandt ordentliches Mitglied der Historischen Kommission für Westfalen. 2007 wurde Hans Jürgen Brandt Konsistorialrat und Domkapitular von Ermland. Seit 1982 war er päpstlicher Ehrenkaplan, 1998 wurde er Prälat.

## Schriften (Auswahl)
- Das Herrenkapitel am Damenstift Essen in seiner persönlichen Zusammensetzung und seinen Beziehungen zur Seelsorge (= Beiträge zur Geschichte von Stadt und Stift Essen. Band 87). Essen 1972, OCLC 730007335 (zugleich Dissertation, Bochum 1971).
- Hildegard von Bingen 1098–1179. Orientierung und Auftrag (= Kleine Schriftenreihe. Heft 3). Hoppe und Werry, Mülheim an der Ruhr 1980, ISBN 3-88867-016-0.
- Kirche und Krankenhaus. Zur Geschichte der »leibhaftigen« Liebe im Christentum zu den Armen und Kranken (= Kleine Schriftenreihe. Heft 4). Hoppe und Werry, Mülheim an der Ruhr 1981, OCLC 493414620.
- Eine katholische Universität in Deutschland? Das Ringen der Katholiken in Deutschland um eine Universitätsbildung im 19. Jahrhundert (= Bonner Beiträge zur Kirchengeschichte. Band 12). Böhlau, Köln 1981, ISBN 3-412-00480-4 (zugleich Habilitationsschrift, Bochum 1978).
- Elisabeth von Thüringen 1207–1231. Das Antlitz Christi in einer barmherzigen Frau (= Kleine Schriftenreihe. Heft 5). Hoppe und Werry, Mülheim an der Ruhr 1981, ISBN 3-88867-018-7.
- mit Karl Hengst: Die Bischöfe und Erzbischöfe von Paderborn. Bonifatius, Paderborn 1984, ISBN 3-87088-381-2.
- mit Karl Hengst: Die Weihbischöfe in Paderborn. Bonifatius, Paderborn 1986, ISBN 3-87088-493-2.
- als Herausgeber: Die Polen und die Kirche im Ruhrgebiet 1871–1919. Ausgewählte Dokumente zur Pastoral und kirchlichen Integration sprachlicher Minderheiten im deutschen Kaiserreich (= Quellen und Studien. Band 1). Aschendorff, Münster 1987, ISBN 3-402-06240-2.
- mit Karl Hengst: Victrix Mindensis ecclesia. Die Mindener Bischöfe und Prälaten des Hohen Domes. Bonifatius, Paderborn 1990, ISBN 3-87088-644-7.
- als Herausgeber: Priester in Uniform. Seelsorger, Ordensleute und Theologen als Soldaten im Zweiten Weltkrieg (= Quellen und Studien zur Geschichte der Militärseelsorge. Band 10). Pattloch, Augsburg 1994, ISBN 3-629-00661-2.
- mit Karl Hengst: Geschichte des Erzbistums Paderborn. Bonifatius, Paderborn 1997–2014.
  - Band 1. Das Bistum Paderborn im Mittelalter (= Veröffentlichungen zur Geschichte der mitteldeutschen Kirchenprovinz. Band 12). 2002, ISBN 3-89710-001-0.
  - Band 2. Das Bistum Paderborn von der Reformation bis zur Säkularisation 1532–1802/21 (= Veröffentlichungen zur Geschichte der mitteldeutschen Kirchenprovinz. Band 13). 2007, ISBN 978-3-89710-002-2.
  - Band 3. Das Bistum Paderborn im Industriezeitalter 1821–1930 (= Veröffentlichungen zur Geschichte der mitteldeutschen Kirchenprovinz. Band 14). 1997, ISBN 3-89710-003-7.
  - Band 4. Das Bistum Paderborn 1930–2010 (= Veröffentlichungen zur Geschichte der mitteldeutschen Kirchenprovinz. Band 15). 2014, ISBN 978-3-89710-004-6.
- als Herausgeber: Christen im Krieg. Katholische Soldaten, Ärzte und Krankenschwestern im Zweiten Weltkrieg. Pattloch, Augsburg 2001, ISBN 3-629-00834-8.
- als Herausgeber mit Peter Häger: Biographisches Lexikon der Katholischen Militärseelsorge Deutschlands 1848 bis 1945. Bonifatius, Paderborn 2002, ISBN 3-89710-212-9.